# Myotis muricola
Myotis muricola — вид рукокрилих роду Нічниця (Myotis).

## Поширення, поведінка
Проживання: Афганістан, Бутан, Бруней-Даруссалам, Камбоджа, Китай, Індія, Індонезія, Лаос, Малайзія, М'янма, Непал, Пакистан, Філіппіни, Сінгапур, Тайвань, Таїланд, В'єтнам. Вид був записаний з близько рівня моря до 1600 м над рівнем моря. Цей вид зустрічається в первинних і вторинних середніх, гірських та рівнинних лісах, чагарниках і садах. Лаштує сідала або окремо, або в невеликих групах по кілька осіб серед туго згорнутого листя листяних дерев особливо бананів, а також в печерах і дуплах дерев. Це швидкий і ранній летун.